# Josh Beech
Josh Beech (Londra, 26 dicembre 1986) è un modello e musicista inglese.

## Biografia
Nato a Biggin Hill, Londra, fin dall'infanzia si appassiona di musica, tanto che a 10 anni impara a suonare il pianoforte e a 13 la chitarra.
A sedici anni comincia a cantare perché, come lui stesso dice, «Non conoscevo nessuno che potesse cantare e volevo mettere su una band».
La sua prima breve avventura avviene con una cover band, chiamata fantasiosamente Cacophony.
Seguono poi altre due band, i Cahli e gli Southpaw, di cui sono membri anche Matt e John, futuri componenti della sua band successiva, e di maggior successo rispetto alle precedenti, gli Snish.
Dopo il liceo si iscrive ad un corso di musica presso l'Hammersmith College.
Non riuscendo a stare troppo lontano dalla musica, Josh, dopo il college, ottiene un lavoro al Virgin Megastore, come venditore di cd e promoter di nuove band.
Nel 2007 viene scoperto dall'agenzia Model 1, ottenendo così il suo primo contratto come modello.
Il suo primo ingaggio è con la Burberry, un marchio che spesso vuol far conoscere artisti emergenti e che gli dà la possibilità di conoscere il cantante dei The New Puritans e futuro amico e collega nel campo della moda George Barnett.
Inizia poi a comparire tra le pagine di Dazed & Confused assieme all'amico Ash Stymest, per poi ritrovarsi fotografato dal celebre Hedi Slimane per Vogue Hommes International. Diventa poi il testimonial per la Levi's 501, consolidando così il suo successo.
Lavora poi per Valentino, Vivienne Westwood, Fujiwara e Topman.
Nonostante l'ottima carriera da modello, il suo principale obiettivo resta la musica.
Chiusa la parentesi con gli Snish la band successiva è quella degli Hildamay, band influenzata dalle musiche dei Deftones, dei The Beatles, dei The Chariot, Jeff Buckley, degli Incubus e dei Nirvana.
Recentemente è divenuto il testimonial per il nuovo profumo di Tommy Hilfiger, Loud, assieme all'amica e collega Daisy Lowe.
Anche l'avventura con gli Hildamay è terminata, e al momento sta portando avanti un progetto solista, il Josh Beech Project, che l'ha portato a suonare alcuni live in Italia, Francia ed Inghilterra, in cui ha presentato le sue nuovi canzoni.

## Campagne Pubblicitarie
La sua prima campagna pubblicitaria prende vita nel 2008 grazie alla Levi's 501.
Nel 2009 sono numerose le campagne che lo vedono come protagonista: la prima è con la Barney's, una seconda lo vede di nuovo come testimonial della Levi's. Seguono poi le campagne per Giuliano Fujiwara, Valentino, ancora Levi's, Ra-Re, Full Circle, Sandro, e per finire, una seconda volta per Giuliano Fujiwara.
Nel 2010 è ancora protagonista di numerose campagne pubblicitarie: prima per H&M, poi per Thierry Mugler, per proseguire con ancora Full Circle, Paul & Joe, Hudson Jeans e concludere con una seconda campagne per H&M.
Il 2011 è appena cominciato ma il suo volto già compare come testimonial per Moschino.

## Agenzie
Le agenzie per cui lavora sono: la Unique Denmark a Copenaghen, la Models 1 a Londra, la Success a Parigi, la D-Management a Milano, la Viva Berlin a Berlino, la SPIN ad Amburgo e la Sight a Barcellona.

## Musica
Al momento Josh è in sala registrazione per ultimare il suo prossimo EP che vedrà la luce nel febbraio del 2011. 
Alla fine del 2010 pubblica Burn Out, il suo primo EP, che presenta in poche date a Milano, a Parigi ed infine a Londra.
Le canzoni presentate sono scritte e musicate da Josh Beech stesso e, a differenza della potetente chiave punk/rock dei lavori presentati con i gruppi precedenti, le nuove canzoni sono elaborate in versione acustica, accompagnate talvolta da una leggera batteria.